# 알차이보름스군

알차이-보름스 군(독일어: Alzey-Worms)은 독일 라인란트팔츠 주에 위치한 군이다. 헤센 주나 보름스 시 등에 맞닿아있다. 중심도시는 알차이(Alzey)이다.